# هينريتش غوتفريد جيربر
هينريتش غوتفريد جيربر (بالألمانية: Heinrich Gottfried Gerber)‏ هو مخترِع ألماني، ولد في 1832 في هوف في ألمانيا، وتوفي في 1912 في ميونخ في ألمانيا.